# Hilt Tatum
Oscar Hilt Tatum (* 22. April 1934 in Opelika, Alabama; † 17. Februar 2025) war ein US-amerikanischer Zahnarzt und Implantologe, der vor allem für die erste Sinuslift-Operation Mitte der 1970er-Jahre bekannt wurde.

## Ausbildung und Karriere
Tatum studierte von 1953 bis 1957 an der heute nicht mehr existierenden Emory University Dental School. Neben zahlreichen Tätigkeiten an internationalen Universitäten war er für 25 Jahre an der Université Lille Nord de France in Frankreich beschäftigt. Er wirkte dabei auch als Präsident der American Academy of Implant Dentistry und des American Board of Oral Implantology/Implant Dentistry.
Am 16. Juni 2003 wurde er durch Jacques Chirac zum Chevalier de la Légion d’Honneur ernannt.